# حرم‌سرای امپراتوری عثمانی

جاریه یا کنیز شاهنشاهی.

حرم‌سرای امپراتوری عثمانی (ترکی عثمانی: حرم همایون‎، ت. «Harem-i Hümâyûn») در امپراتوری عثمانی، حرم‌سرای فهرست سلاطین امپراتوری عثمانی بود که از هم‌بالینی، زن (همسر), خدمه (شامل بردگان زن و خواجه (جنسی)‌ها)، بستگان زن و معشوقه‌های سلطان تشکیل می‌شد و در بخش محفوظ (سرای) کاخ امپراتوری عثمانی قرار داشت. این نهاد نقش اجتماعی مهمی در دربار عثمانی ایفا می‌کرد و در امور سیاسی عثمانی، به‌ویژه در دوران سلطنت زنان (حدود ۱۵۳۴ تا ۱۶۸۳) قدرت زیادی داشت.
تاریخ‌نگاران معتقدند که سلطان اغلب تحت تأثیر اعضای حرم‌سرا با پیشینه‌های قومی یا مذهبی مختلف قرار می‌گرفت و این امر بر جغرافیای جنگ‌های فتوحات عثمانی تأثیر می‌گذاشت. بالاترین مقام در حرم‌سرای امپراتوری، والده سلطان بود که بر سایر زنان دربار سلطنت داشت. معشوقه‌های سلطان معمولاً از میان بردگان بودند، از جمله والده سلطان.
قزلر آغاسی (Kızlarağası، که به‌عنوان «خواجه سیاه اعظم» نیز شناخته می‌شد) رئیس خواجه‌هایی بود که مسئول محافظت از حرم‌سرای امپراتوری بودند.

## ریشه‌شناسی
واژه حرم از زبان عربی، حریم یا حرام، گرفته شده که مفاهیمی همچون تقدس و ممنوعیت را تداعی می‌کند. این اصطلاح تأکید دارد که تنها اعضای زن خانواده و برخی از بستگان مرد حق ورود به این بخش را داشتند. همچنین این واژه به معنای «پناهگاه» نیز ردیابی شده که نشان‌دهنده جنبه‌های اجتماعی و محترمانه حرام است.

## پیشینه
حرم‌سرای امپراتوری عثمانی بر پایه نمونه‌هایی از امپراتوری‌های اسلامی پیشین، همچون حرم‌سرای عباسیان و حرم‌سرای سلطنت ممالیک، شکل گرفت. این حرم‌سرا از سنت حرم‌سرای سلسله‌های اسلامی ترک‌تبار در آناتولی، به‌ویژه حرم‌سرای سلجوقیان، الهام گرفته که گفته می‌شود الگوی اصلی حرم‌سرای عثمانی بوده است.
حرم‌سرای عثمانی به تدریج گسترش یافت تا اینکه با فتح قسطنطنیه در ۱۴۵۳، سلسله عثمانی که پیش‌تر سبک زندگی عشایری داشت، به‌طور کامل یکجانشین شد. از قرن پانزدهم، سلاطین عثمانی ازدواج با شاهزاده‌خانم‌های خاندان‌های خارجی را متوقف کرده و برای تولید وارثان از معشوقه‌های برده استفاده کردند. حرم‌سرای امپراتوری عثمانی پس از استقرار در قسطنطنیه به شکل نهایی خود درآمد.

## حرم‌سرا به‌عنوان یک نهاد اجتماعی و سیاسی
با افزایش سکونت سلطان در کاخ، اعضای خانواده او که پیش‌تر در پایتخت‌های ولایات پراکنده بودند، به پایتخت امپراتوری منتقل شدند. انتقال رسمی اعضای خاندان عثمانی به حرم‌سرای کاخ طوپقاپو در سده شانزدهم، این نهاد را به یک ساختار اجتماعی و سیاسی منظم، سلسله‌مراتبی و نهادینه با پروتکل‌های سختگیرانه و آموزش‌های خاص تبدیل کرد. در پایان سده شانزدهم، به‌جز خود سلطان، هیچ‌یک از اعضای خاندان سلطنتی، چه زن و چه مرد، از پایتخت خارج نمی‌شدند. کودکان و مادران آن‌ها نیز ساکنان دائمی دنیای درونی کاخ بودند.
حرم‌سرا نماد قدرت سلطان بود. مالکیت او بر زنان، که عمدتاً برده بودند، نشان‌دهنده ثروت، قدرت و توانایی جنسی او محسوب می‌شد. تأکید بر انزوای حرم‌سرا و زندگی خاندان سلطنتی به دور از چشم مردم نیز بازتابی از قدرت سلطان بود، زیرا تنها نزدیکان او اجازه تعامل خصوصی با وی را داشتند. تنها فردی که در حرم‌سرا از تشریفات و ملازمان متناسب با جایگاه خود برخوردار بود، والده سلطان بود.
این نهاد با پذیرش اسلام در جامعه ترک‌ها و تحت تأثیر خلافت عربی وارد ساختار اجتماعی عثمانی شد. عثمانیان از این نظام پیروی کرده و برای اطمینان از اطاعت زنان، بسیاری از آن‌ها را خریداری کرده و در بردگی نگه می‌داشتند. با این حال، همه اعضای حرم‌سرا برده نبودند. همسران اصلی، به‌ویژه آن‌هایی که برای تحکیم اتحادهای شخصی و دودمانی به ازدواج سلطان درمی‌آمدند، زنان آزاد بودند، هرچند که این امر یک استثنا محسوب می‌شد.
حرمسرای سلطنتی همچنین به‌عنوان نهادی موازی با خانهٔ مردان خدمتگزار سلطان عمل می‌کرد. زنان در این حرمسرا آموزشی دریافت می‌کردند که تقریباً معادل آموزش صفحات مذکر بود. در پایان دورهٔ آموزشی مربوط، مردان و زنان با یکدیگر ازدواج کرده و از کاخ «فارغ‌التحصیل» می‌شدند تا در مناصب اداری ایالت‌های امپراتوری مشغول به کار شوند. درون حرمسرا، سلسله‌مراتبی مشخص وجود داشت که بر پایهٔ روابط خانوادگی بین زنان بنا شده بود. این خانواده محدود به روابط خونی نبود، بلکه کل خاندان سلطنتی را شامل می‌شد که عمدتاً از بردگان تشکیل شده بود. بررسی تکامل حرمسرای سلطنتی از قرن شانزدهم به بعد نشان می‌دهد که با وجود تغییرات در ساختار سازمانی حرمسرا و تعداد و نقش‌های خدمتگزاران در کاخ، نوعی استمرار نهادی و سلسله‌مراتبی سخت‌گیرانه و تغییرناپذیر در حرمسرا وجود داشت.
والده سلطان، مادر سلطان، بر حرمسرا سلطه داشت و گاه این قدرت به بخش‌هایی از جامعه نیز گسترش می‌یافت. او نگهبان قدرت امپراتوری بود و برای تحکیم سلطنت پسرش و استمرار دودمان تلاش می‌کرد. او در رأس سلسله‌مراتب زنان قرار داشت. پس از او، دختران سلطان که آن‌ها نیز «سلطان» خوانده می‌شدند، جایگاه بالایی داشتند. این شاهدخت‌ها مورد احترام بودند و می‌توانستند در محبوبیت و شناخته‌شدن، با پدر خود رقابت کنند. ازدواج آن‌ها برای ایجاد اتحادهای سیاسی مفید بود و در سراسر امپراتوری شهرت و اعتباری مهم داشتند.
در نتیجه، تنها بخش کوچکی از زنان حرمسرا واقعاً با سلطان رابطهٔ جنسی داشتند، زیرا بیشتر آن‌ها یا با اعضای نخبگان سیاسی عثمانی ازدواج می‌کردند یا همچنان در خدمت والده سلطان باقی می‌ماندند. در داخل حرمسرا، والده سلطان و هم‌بالینی محبوب سلطان عملاً قادر بودند برای خود و پسرانشان حمایت جناحی ایجاد کنند و پلی میان کاخ و جهان بیرون بسازند. سیاست‌های حرمسرا حول ایجاد میراث‌های مادرتبار و یافتن راه‌هایی برای جلب اتحاد و حمایت از دنیای گستردهٔ عثمانی در بیرون از دیوارهای حرمسرا می‌چرخید.

## اقامتگاه‌های حرمسرا
حرمسرای سلطنتی بخش بزرگی از آپارتمان‌های خصوصی سلطان در کاخ طوپقاپو را اشغال کرده بود که شامل بیش از ۴۰۰ اتاق بود. حرمسرا در اوایل دههٔ ۱۵۳۰ به طوپقاپو منتقل شد. پس از ۱۸۵۳، بخش حرمسرای مجللی نیز در کاخ جدید سلطنتی، یعنی کاخ دلمه‌باغچه، مورد استفاده قرار گرفت. ساختار کاخ سلطنتی به‌گونه‌ای طراحی شده بود که «هم هویت اقامتگاه سلطان به‌عنوان مرکز امپراتوری را نشان دهد و هم دشواری دسترسی به سلطان را در این مرکز برجسته کند».

### کاخ طوپقاپو

#### طرح معماری کاخ طوپقاپو

موقعیت استراتژیک و طراحی معماری بخش‌های حرم‌سرای کاخ طوپقاپو نشان‌دهنده تغییری اساسی در نفوذ و قدرت جدید حرم‌سرا در داخل کاخ بود. در کاخ‌های پیشین، حرم‌سرا همیشه در بخش‌های پشتی و دور از دید بیشتر جمعیت کاخ قرار داشت. اما در طرح کاخ طوپقاپو، حرم‌سرا در بال راست، درست در پشت ساختمان شورای امپراتوری، واقع شده بود. برای نخستین بار در تاریخ، حرم‌سرای سلطنتی در مرکز زندگی سیاسی عثمانی قرار گرفت و قابل مشاهده شد. تمرکز یافتن محل سکونت حرم‌سرا در کاخ طوپقاپو بازتابی از تغییر در دینامیک قدرت میان مردان کاخ و زنان حرم‌سرا بود.
کاخ طوپقاپو به مدت چهار قرن به‌عنوان اقامتگاه سلطنتی سلطان عثمانی عمل کرد. منابع فراوانی دربارهٔ این سازه وجود دارد که آن را به یکی از کامل‌ترین مستندات معماری در دنیای اسلامی تبدیل کرده است. ساختار معماری حرم‌سرا در طول زمان به دلیل نوسازی‌های متوالی توسط سلاطین تغییر کرد. در زمان مراد سوم (۱۵۷۴–۱۵۹۵)، هر یک از ۴۰ همسر او دارای بخش‌های جداگانه‌ای در داخل حرم‌سرای طوپقاپو بودند. دختران برده جوان در یک خوابگاه بزرگ زندگی می‌کردند. روابط جنسی زنان با سلطان محل زندگی آن‌ها را تعیین می‌کرد. هنگامی که یک برده با سلطان رابطه برقرار می‌کرد، اتاق اختصاصی، خدمه، آشپزخانه‌دار، یک خواجه و حقوق دریافت می‌کرد. در صورت بارداری، این امتیازات افزایش می‌یافت. اگر فرزندی به دنیا می‌آورد، ممکن بود به آپارتمانی بزرگ‌تر منتقل شود. تنها سلطان مراد سوم در دوران سلطنت خود (۱۵۷۴ تا ۱۵۹۵) اندازه حرم‌سرای امپراتوری را سه برابر کرد.
در اواسط قرن هجدهم، تالار امپراتوری که به عنوان «تالار اختصاصی» نیز شناخته می‌شد، با تزئینات اروپایی و کتیبه‌هایی از دوره نوسازی‌های عثمان سوم مزین شد. این تالار بزرگ و گنبددار، مشرف به باغ بود و محلی برای برگزاری مراسم رسمی و جشن‌ها محسوب می‌شد. در این دوره، بخش‌های مربوط به والده سلطان شامل مجموعه‌ای از اتاق خواب، تالار تخت، حمام، اتاق‌هایی برای خدمه او، نانوایی، انبار و آشپزخانه‌هایی بود که همگی در اطراف بزرگ‌ترین حیاط حرم‌سرا، معروف به حیاط والده سلطان، گروه‌بندی شده بودند.
در طول دوره اقامت سلاطین در کاخ طوپقاپو، حرم‌سرا ابتدا مکانی برای اقامت بردگان زن بود، سپس به بخشی تحت مدیریت همسر محبوب سلطان تبدیل شد و در نهایت به فضای وسیعی متمرکز بر خانواده سلطان، تحت نظارت والده سلطان، تغییر یافت. جایگاه افراد ساکن در حرم‌سرا در معماری آن منعکس می‌شد. بخش‌های مختلف حرم‌سرا به‌طور مداوم مطابق با نیازهای جدید و تغییرات مد روز بازسازی می‌شدند که در نهایت باعث شد فضای حرم‌سرا به مجموعه‌ای از واحدهای پیوسته و در عین حال متنوع تبدیل شود.

### کاخ دولما باغچه
در سال ۱۸۴۲، ساخت کاخ دولما باغچه آغاز شد. این کاخ با هدف سرگرمی و «استراحت» ساخته شد. در سال ۱۸۵۶، کاخ در دسترس سلاطین، خانواده‌هایشان و حرم‌سرا قرار گرفت. بخش‌های حرم‌سرای سلطنتی در قسمت پشتی کاخ دولما باغچه قرار داشت و عملکرد آن تا زمان فروپاشی امپراتوری عثمانی در سال ۱۹۲۲ مشابه حرم‌سرای کاخ طوپقاپو بود.

### مجموعه کاخ یلدیز
تاریخچه کاخ یلدیز به سال ۱۷۹۵ بازمی‌گردد، زمانی که سلیم سوم یک عمارت برای مادرش در آنجا ساخت و بدین ترتیب، روند مدیریت و سکونت والده سلطان در املاک مستقل خود آغاز شد. بعدها این مجموعه به عنوان اقامتگاه عبدالحمید دوم، سلطان عثمانی، در سال ۱۸۸۰ شهرت یافت. این مجموعه کاخ از کاخ چراغان در کنار آب آغاز شده و تا دره‌ای بین بشیکتاش و اورتاکوی امتداد می‌یابد.
پس از چندین سوءقصد به جان سلطان، عبدالحمید دوم خانواده نزدیک خود را به کاخ یلدیز منتقل کرد و در عمارتی دوطبقه معروف به عمارت شاله اقامت گزید. این مکان به‌عنوان حرم‌سرای جدید پس از کاخ دولما باغچه مورد استفاده قرار گرفت. از آنجا که این مجموعه جدید فضای کافی برای اسکان تمامی زنان حرم‌سرا را نداشت، تعداد افراد ساکن در آن کاهش یافت و برخی از همسران، خواهران مجرد و خدمه به مکان‌های دیگر منتقل شدند.
در سال ۲۰۱۴، پروژه‌ای برای بازسازی و مرمت بخش‌های حرم‌سرای کاخ یلدیز و گشودن آن به روی گردشگران آغاز شد. در جریان این پروژه، پژوهشگران به مطالعه معماری حرم‌سرا، تزئینات، مبلمان و زندگی روزمره ساکنان آن پرداختند. بخش عمده‌ای از این تحقیقات هنوز منتشر نشده است.